# Oscar Drude

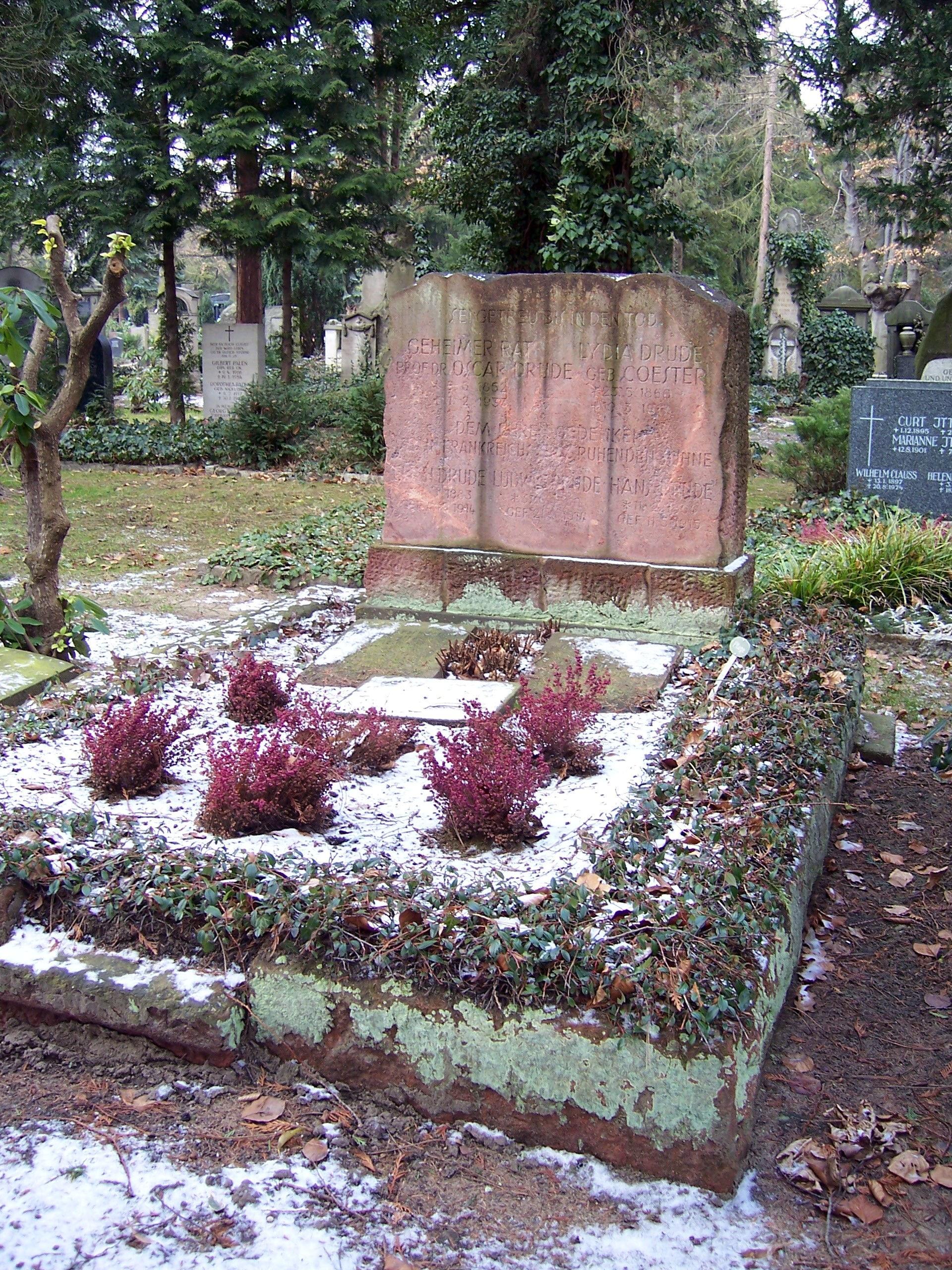
Oscar Drudes grav på Johannisfriedhof i Dresden.

Carl Georg Oscar Drude, född 5 juni 1852 i Braunschweig, död 1 februari 1933 i Dresden, var en tysk botaniker; halvbror till Paul Drude.
Drude var professor vid Tekniska högskolan i Dresden, direktör för botaniska trädgården och försöksanstalten för växtkultur där och hade en ledande roll inom den floristiska växtgeografin. Han författade bland annat Handbuch der Pflanzengeographie (1890) och utgav tillsammans med Adolf Engler "Die Vegetation der Erde, Sammlung pflanzengeographischer Monographien" (1896-1902).
Auktorsnamnet Drude kan användas för Oscar Drude i samband med ett vetenskapligt namn inom botaniken; se Wikipediaartiklar som länkar till auktorsnamnet.